# GOLOS
GOLOS (plným názvem rusky Ассоциация некоммерческих организаций «В защиту прав избирателей „ГОЛОС“», přepisem Associacija někommerčeskich organizacij «V zaščitu prav izbiratělej „GOLOS“», česky doslova Asociace neziskových organizací »Pro obranu práv voličů „HLAS“«) je nestátní nezisková organizace v Ruské federaci založená roku 2000, která se zabývá ochranou práv voličů a posilování občanské společnosti. Ze zahraničí je finančně podporována mimo jiné Evropskou unií, Spojenými státy americkými nebo Helsinským výborem. Je prakticky jediným nezávislým pozorovatelem při ruských volbách.

## Historie
Při prezidentských volbách roku 2008 ohlásila organizace řadu organizačních pochybení. Sama v roce 2011 obdržela pokutu za nelegální zveřejnění volebního průzkumu; ty se v Rusku nesmí 5 dní před volbami uveřejňovat.
V listopadu a prosinci 2011, před parlamentními volbami roku 2011 i po nich, se objevila kritika GOLOSu, například televizní stanice NTV odvysílala dokument „Голос ниоткуда“ (Golos niotkuda, doslova „Hlas odnikud“) obviňující GOLOS z provádění propagandy za cizozemské peníze zejména ze Spojených států amerických. V prosinci 2011 unikly na veřejnost emaily představitelů organizace s americkou federální agenturou USAID. Z těch vyplynulo, že jsou aktivisté GOLOSu placeni ze strany USA od počtu volebních stížností, na kterých pracují.